# 영국의 동성결혼

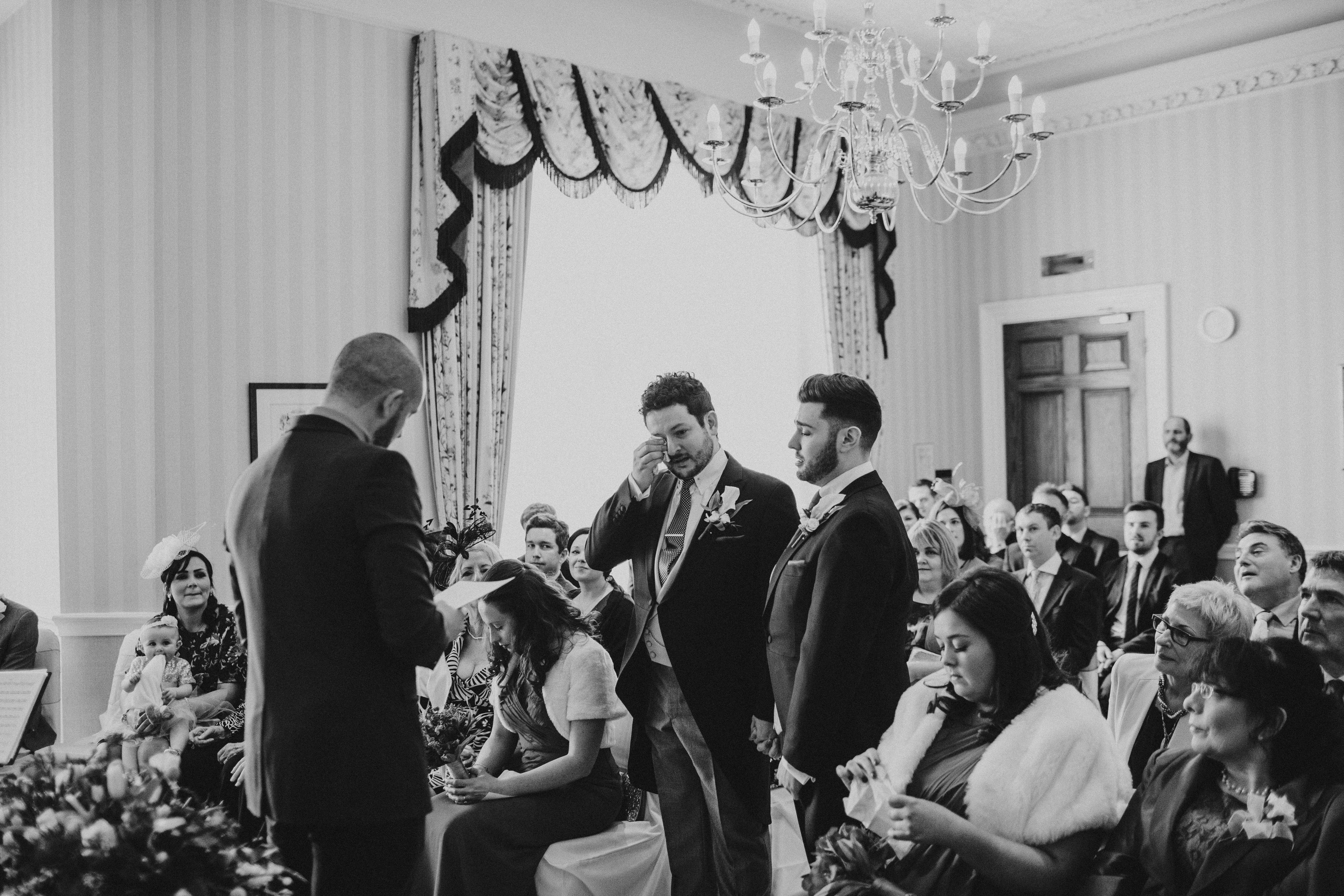

영국의 동성 결혼은 잉글랜드, 웨일즈, 스코틀랜드, 북아일랜드에서 전부 합법이다.

## 역사
기존 그레이트브리튼 북아일랜드 연합 왕국의 영미법에서 동성 간의 결혼은 무효(void ab initio)였다. 역사적으로 1680년 한 여성이 남성의 가명을 사용하여 다른 여성과 결혼한 것이 2년 후 발각되어 취소가 되기도 하였다. 1971년이 돼서야 영국 의회는 동성 결혼을 금지 하는 조항을 신설하였으며 스코틀랜드와 북아일랜드에서는 1973년부터 금지되었다.
영국의 시민 결합 제도는 2005년 12월부터 시행되었다.
영국 의회와 정부는 2013년 7월 동성 결혼을 입법하고 영국 여왕의 서명을 받아 잉글랜드와 웨일즈 지역에서 2014년 3월 13일부터 시행하고 있다. 기존 시민 결합 제도에 포함되어있던 커플은 자동으로 부부 자격을 얻게 된다.
2014년 2월 스코틀랜드 지방 의회에서 동성 결혼 법안이 통과되었으며 2014년 12월 말부터 시행되고 있다.
2015년 5월 영국의 해외영토 중 한 곳인 핏케언 제도에서 동성결혼을 허용하였다.

## 여론 조사
최근 2014년 3월에 실시된 BBC 라디오의 여론 조사결과에 의하면 응답자의 68%가 동성결혼에 찬성을, 26%가 반대하는 것으로 나타났다.